# Копанка (Малопольское воеводство)
Копа́нка (пол. Kopanka) — село в Польше в сельской гмине Скавина Краковского повета Малопольского воеводства.

## География
Село располагается в 4 км от административного центра гмины города Скавина и в 15 км от административного центра воеводства города Краков.
В 1975—1998 годах село входило в состав Краковского воеводства.

## Население
По состоянию на 2013 год в селе проживало 922 человека.
| 2008 | 2013 |
| ---- | ---- |
| 921  | 922  |

| Перепись  | Всего   | Всего | Женщины | Женщины | Мужчины | Мужчины |
| --------- | ------- | ----- | ------- | ------- | ------- | ------- |
| Единицы   | человек | %     | человек | %       | человек | %       |
| Население | 922     | 100   | 474     | 51,4    | 448     | 48,6    |